# Laives (Italia)
Laives (AFI: [ˈlajves]; Leifers in tedesco) è un comune italiano di 18 706 abitanti della provincia autonoma di Bolzano in Trentino-Alto Adige, che è divenuto città nel 1985.

## Geografia fisica

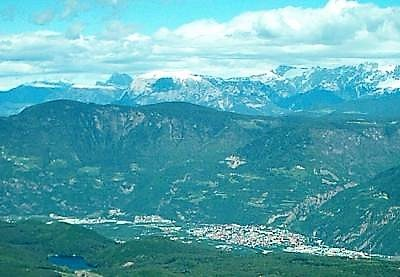
Laives vista dal passo della Mendola con i laghi di Monticolo

Si trova a meno di 10 chilometri a sud di Bolzano, sul versante orientale della Valle dell'Adige, in corrispondenza della confluenza tra Adige e Isarco, a 250–270 m s.l.m.

### Corsi d'acqua
Il capoluogo comunale è attraversato dal Rio Vallarsa e lambito dal Fosso Landgraben. La frazione di Pineta è attraversata dal Rio Dolce e dal Rio Lusina. Nel territorio comunale scorre anche la Fossa di Laives, che a sud dell'abitato prende il nome di Fossa di Bronzolo, che ha per affluente lo stesso Rio Vallarsa.

## Origini del nome

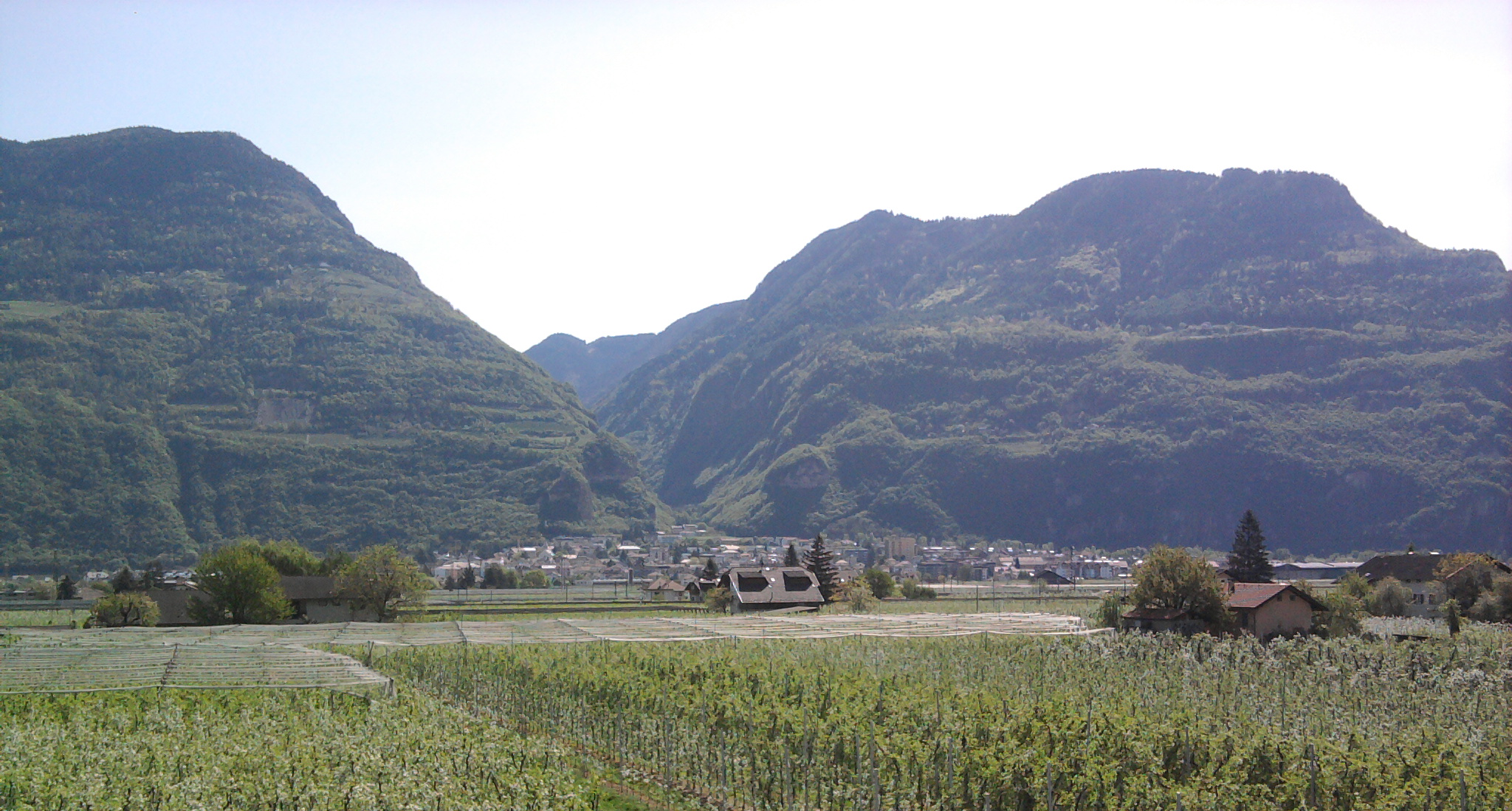
Laives dall'argine dell'Adige

Il toponimo è attestato come Leiuers nel 1237, come Livers e Leivers nel 1295 e come Leiffers e Leyfers nel 1404 e 1406 e deriva probabilmente dal latino clivus ("pendio") o dal retoromanzo liver ("libero") ovvero area originariamente non coltivata e libera. Già dal 1333 i documenti riportano, a Bolzano, il cognome di provenienza Leiferser (persona da Laives).

## Storia
Nella zona attorno a Laives non si erano insediati solo cavalieri prepotenti che esigevano le gabelle a ogni passaggio, ma la bellezza e la fertilità della terra hanno fatto sì che principi e castellani scegliessero di dimorarvi, e i monasteri vi coltivassero i loro vigneti. Nonostante le paludi che fino a 140 anni fa ricoprivano la Valle dell'Adige, la regione si popolò ben presto, specialmente nelle zone circostanti.
Alcuni scavi effettuati a Castel Varco (ted. Laimburg), vicino a Vadena, Bronzolo e Laives, hanno riportato alla luce degli interessanti reperti risalenti al 900 a.C., gran parte dei quali (urne cinerarie, fermagli per capelli in bronzo e ferro, gioielli e monete, queste ultime concentrate nel tesoretto di Reif) sono ora custoditi al Museo archeologico dell'Alto Adige, insieme a Ötzi, l'uomo venuto dal ghiaccio, dove possono essere ammirate anche alcune ricostruzioni di antichi insediamenti.
Un'ulteriore testimonianza di abitato preistorico, è rappresentata dal fortilizio, circondato da un vallo, di Trens Birg (1200 m) sul Montelargo (Breitenberg) sopra Laives. Di tale stanziamento, dell'età della pietra più recente, sono tuttora visibili resti di mura e di abitazioni. Anche la dorsale del Monte di Mezzo a sud del valico di Kreith, è designata come zona preistorica, in seguito ai diversi ritrovamenti presso le rovine di Castelchiaro (ted. Leuchtenburg), le Rosszähne (Denti di cavallo) ed il Gmundener Kopf (Monte di Ora).

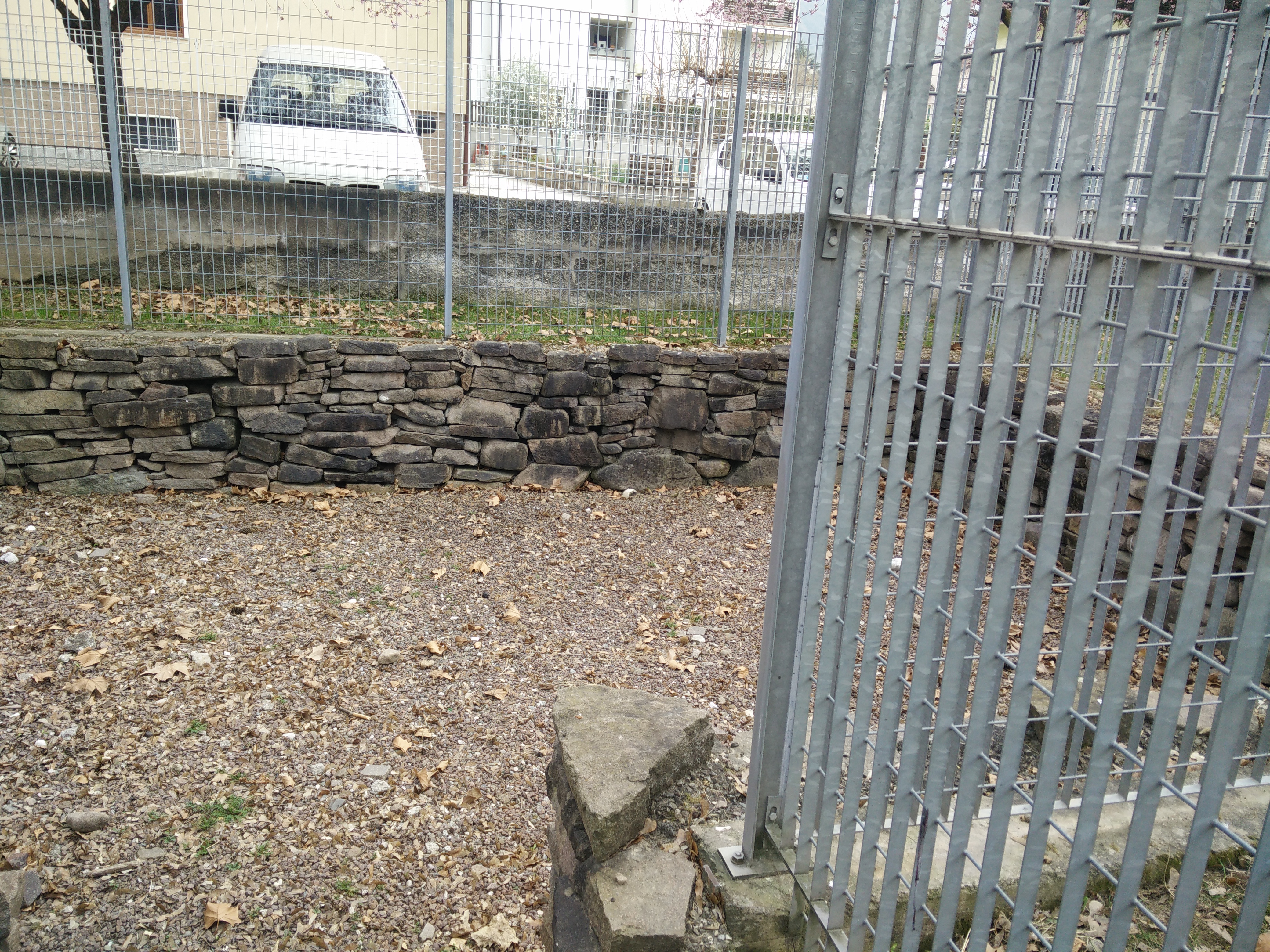
I resti della capanna retica nel parco di via Galizia

Risalgono invece all'età del ferro (a partire dal VII secolo a.C.), i ritrovamenti più antichi di un villaggio retico nell'attuale abitato, nella zona di via Galizia, mentre a qualche secolo dopo risalgono i resti di un altro villaggio retico posto più a monte. I resti di una delle capanne del nucleo più antico, la cosiddetta "Casa 2" emersa durante gli scavi di un condominio nel 1993, è stata smontata e poi rimontata in un parco pubblico poco distante dall'area di ritrovamento, dov'è visibile.
Le prime notizie certe della località di Laives risalgono al 1189, quando per la prima volta viene citata in documenti ufficiali di cui si ha menzione storica.
Affinché la Bassa Atesina acquistasse sempre maggiore importanza, come collegamento principale tra nord e sud, vi si trasferirono ben presto diversi nobili. Sorsero così numerosi castelli e fortificazioni, in parte ancor oggi esistenti: la Torre sulla Tinzlleiten nella vicinanze di San Giacomo, la chiesetta di San Pietro sopra Laives, dove anticamente sorgeva Castel Liechtenstein, le rovine di Castel Varco e Castelchiaro sul Monte di Mezzo (Mitterberg) a sud di Vadena, nonché altri 58 ruderi di manieri disseminati a sud di Bolzano.
Come Comune autonomo, Laives appare per la prima volta soltanto nel 1819, e fino al 1948 era servito dal tram per la città di Bolzano.
Situato com'è vicino alla città capoluogo, grazie all'offerta di servizi residenziali più economici, Laives negli ultimi decenni ha attirato migliaia di residenti dai dintorni, con il conseguente rapido sviluppo da borgo agricolo a città satellite, con cospicui investimenti realizzati in infrastrutture necessarie alla crescita cittadina.
Nel 1985 Laives è stata insignita del titolo di "città" (Stadt), ed è quindi la più "giovane" città dell'Alto Adige. È il quarto centro urbano della Provincia per numero di abitanti, dopo Bolzano, Merano e Bressanone.

### Simboli

#### Stemma
L'insegna, simile a quella dei Conti di Liechtenstein che dimoravano nel castello sul monte Köfele, raffigura la chiesetta di Peterköfele.

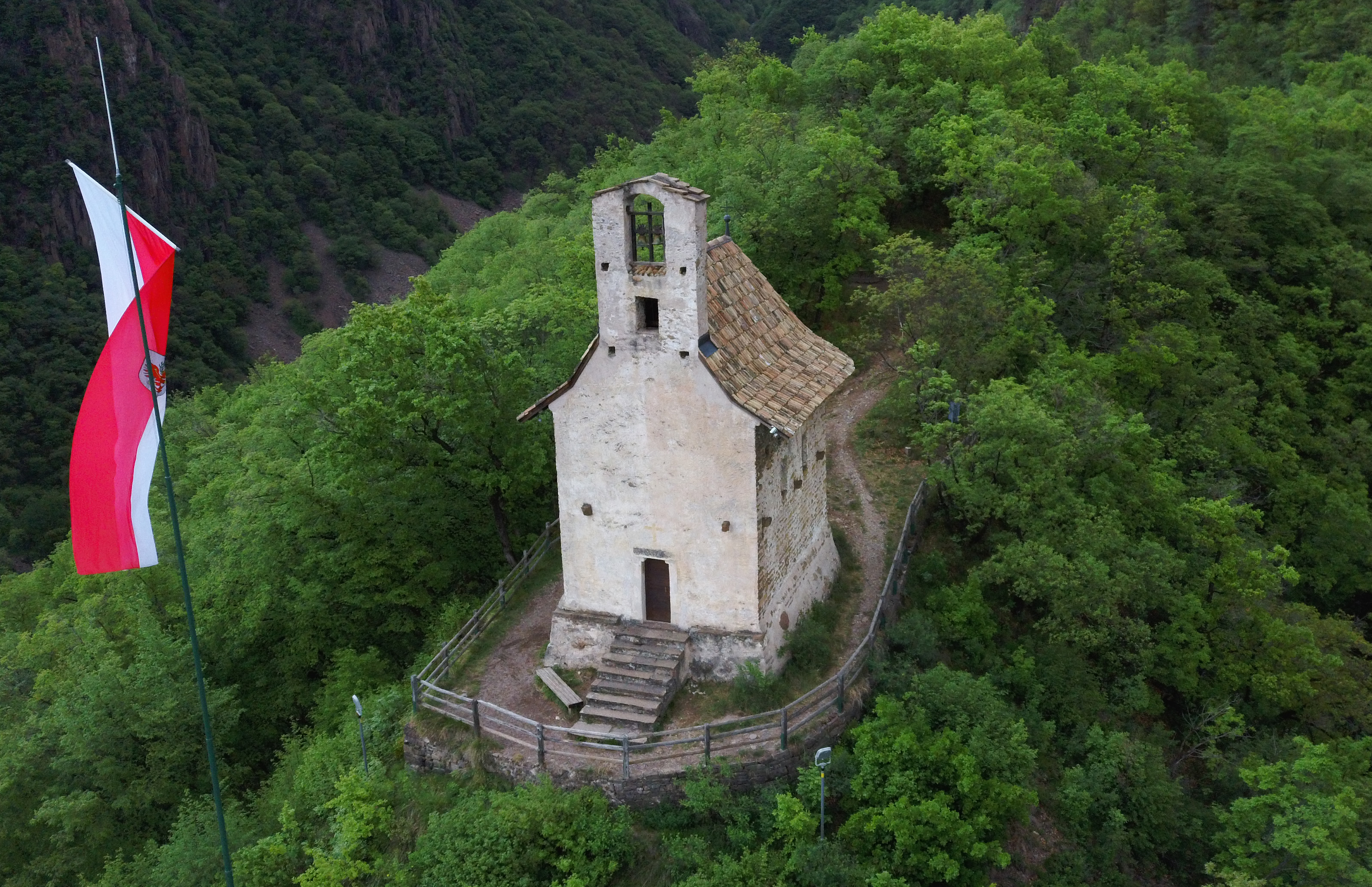
La cappella di San Pietro (Peterköfele) raffigurata nello stemma comunale

Essendo stata la casata dei Liechtenstein proprietaria del castello e amministratrice di Cornedo all'Isarco dal 1385 al 1595 lo sfondo dello stemma di Laives coincide con quello di Cornedo.
Lo stemma è stato approvato con decreto del Presidente della giunta regionale 23 gennaio 1970, n. 56/A.

#### Gonfalone

Il gonfalone della città

Il gonfalone del comune è costituito da un drappo in tessuto partito di azzurro e di bianco, rifinito con una frangia dorata sul fondo. Il drappo reca al centro lo stemma comunale, accompagnato dalle iscrizioni "CITTÀ DI LAIVES", sopra lo stemma, e "STADTGEMEINDE LEIFERS", sotto lo stemma, ricamate in oro.
Il gonfalone è stato approvato con deliberazione della giunta provinciale di Bolzano il 25 gennaio 1988, n. 3/834 Rip. II.

## Monumenti e luoghi d'interesse

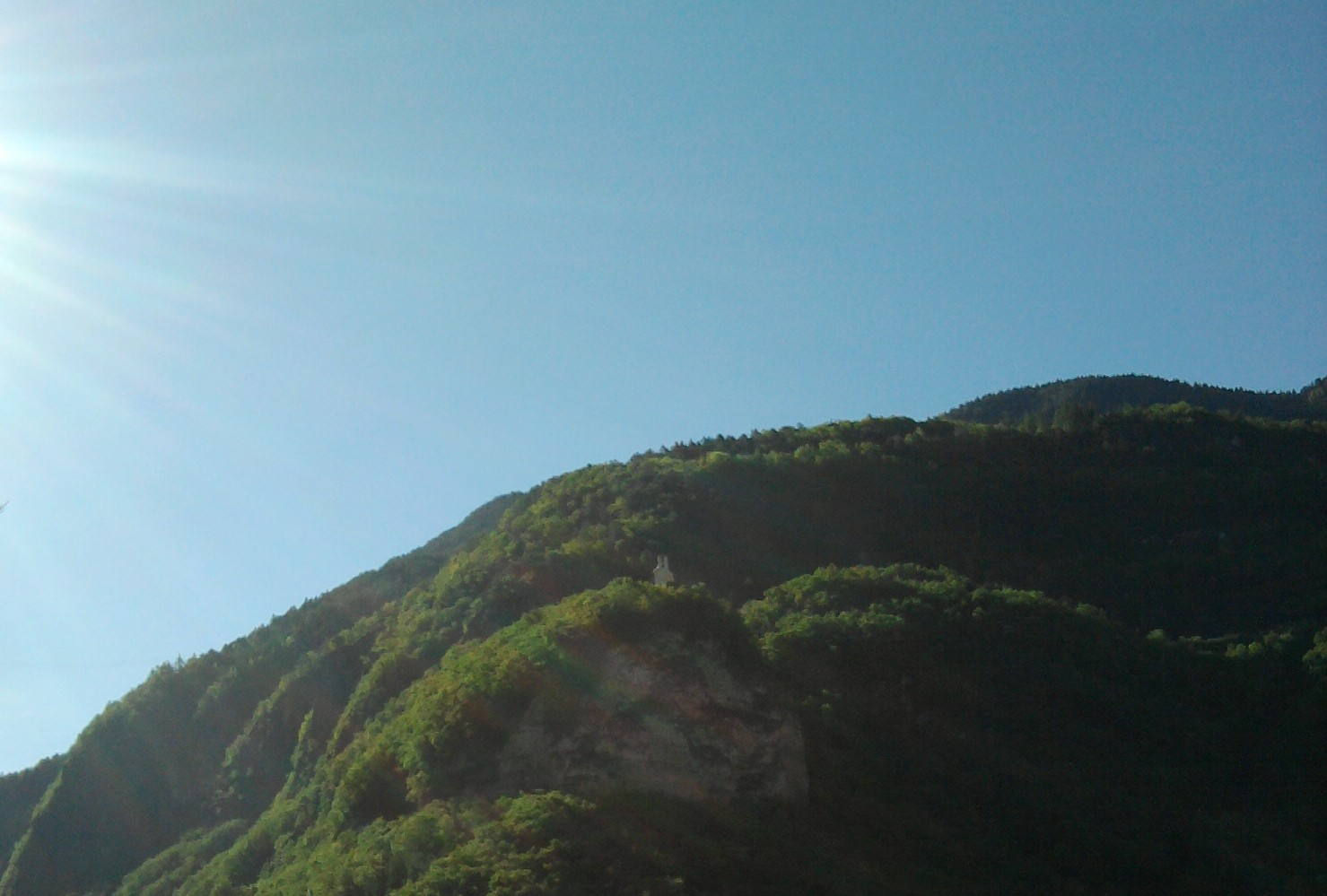
Il promontorio che sovrasta Laives su cui sorge la Peterköfele

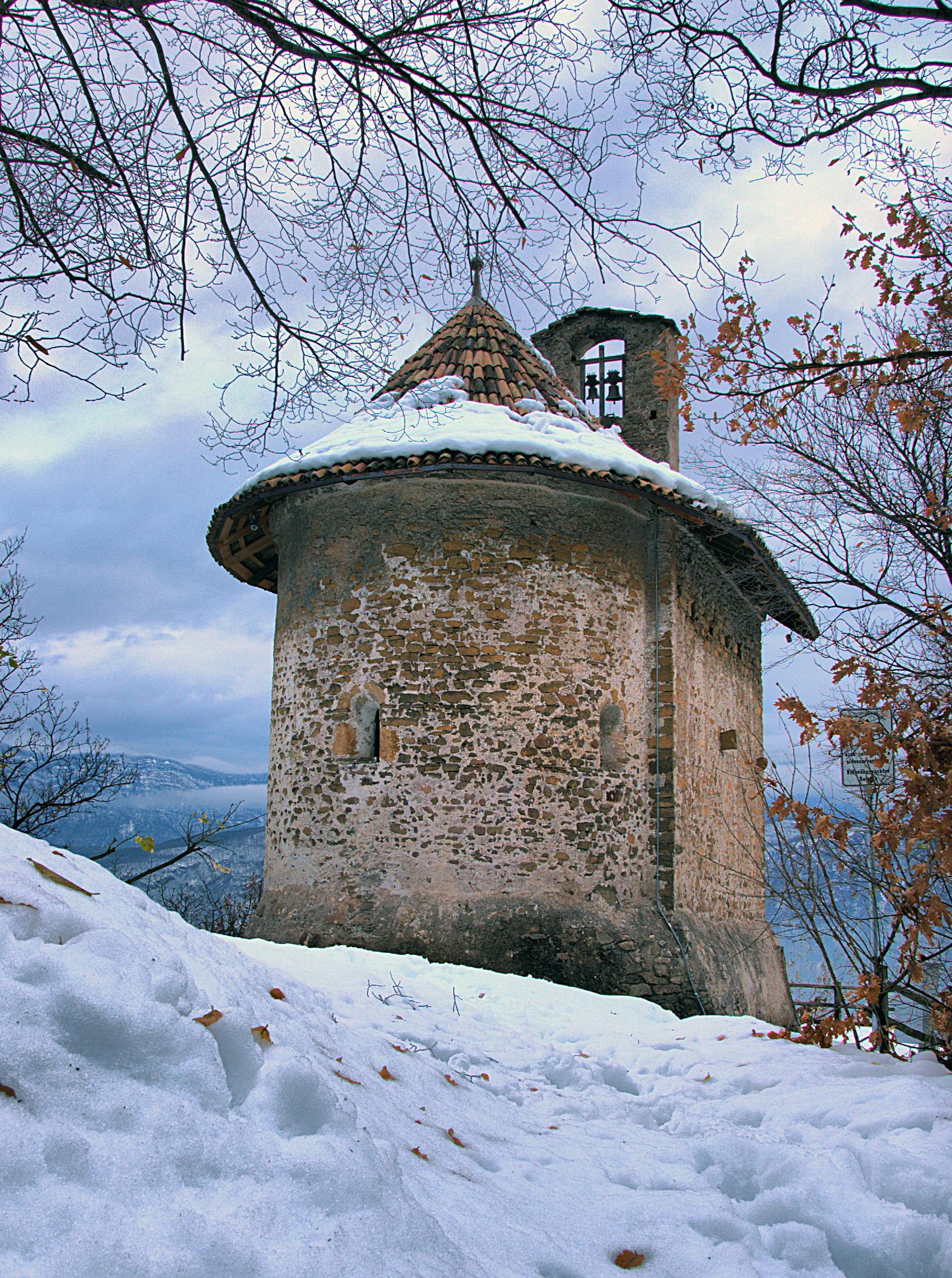
Peterköfele

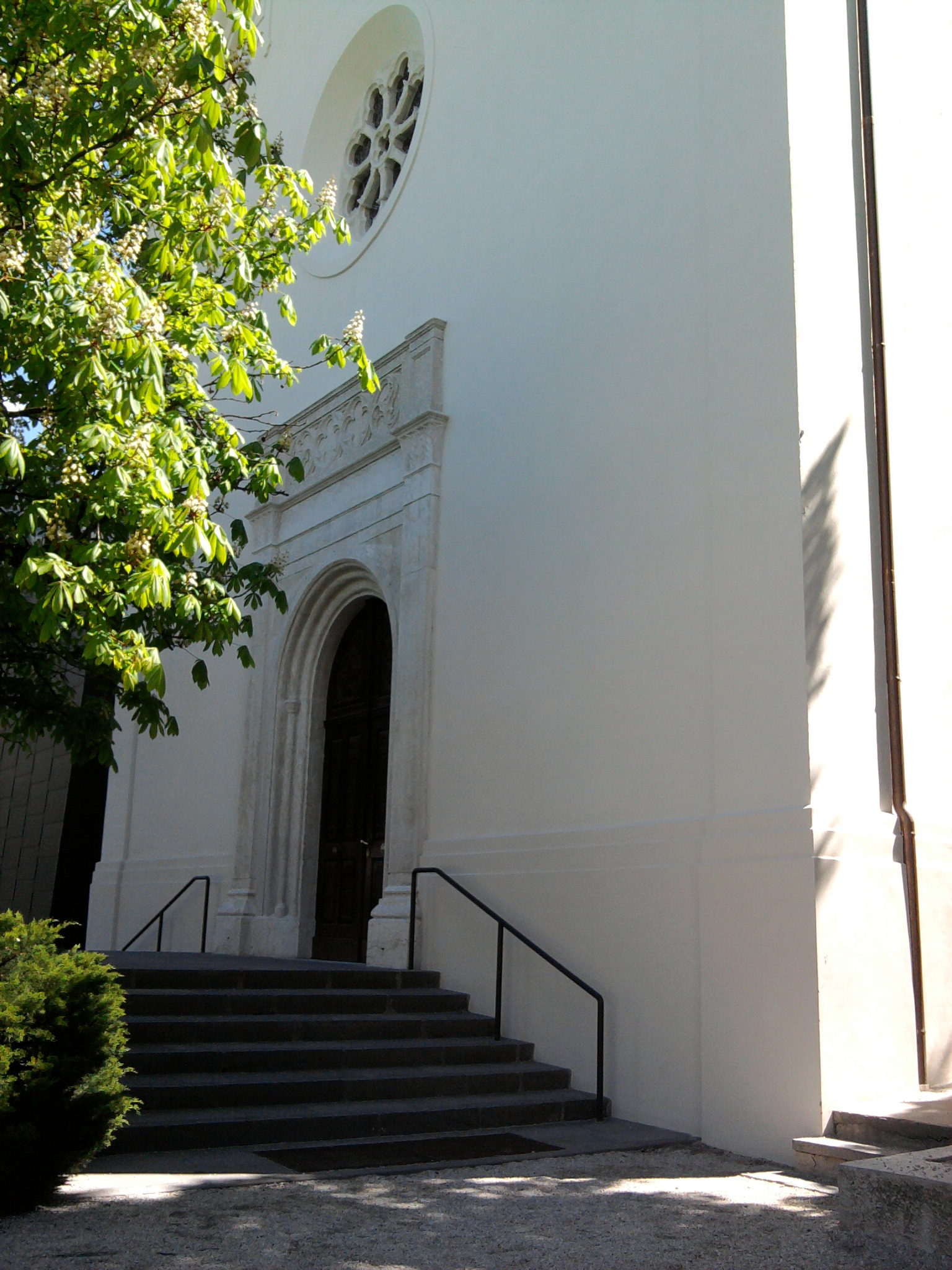
Chiesa parrocchiale di Laives

### Architetture religiose
- Chiesa di Sant'Antonio Abate e San Nicolò. Posta nel centro di Laives la parrocchiale, nella sua forma recente, risale agli anni 1852-1853 quando la costruzione storica fu trasformata in abside del nuovo tempio. Il campanile risale al 1250. Dal 1787 vi è custodita la Pietà di Pietralba, una statuetta di alabastro di 16 cm dell'addolorata Maria. Dal 2000 al 2003 la chiesa fu ampliata con un modernissimo e originale corpo architettonico, per opera degli architetti Höller & Klotzner di Merano. Risale al 2011 la fine dei lavori di ristrutturazione dell'edificio antico.
- Chiesa di San Giacomo vecchia, e chiesa di San Giacomo nuova nella frazione di San Giacomo (St. Jakob).
- Chiesa del Beato Enrico da Bolzano a La Costa
- Chiesetta Peterköfele, che risale al 1300, costruita su uno sperone roccioso che sovrasta Laives, all'inizio del vecchio sentiero che porta a Pietralba. La Chiesetta conserva anche i resti del castel Liechtenstein, che sorgeva poco al di sopra del capoluogo comunale.[18]
- Cappella del cimitero nuovo a Laives città.
- Chiesa parrocchiale di San Giuseppe artigiano a Pineta.

### Architetture civili
- Maso Gutleben. L'imponente maso risale al Medioevo. Nel 2011 è stato oggetto di speculazione edilizia.[19]
- Maso Renner. Posto nella frazione di Pineta è uno dei più importanti masi dell'Alto Adige ed è sotto tutela. Sembra risalire al XVI secolo per il particolare della meridiana murale che appare sulla facciata di un edificio ma non si possono escludere origini più remote. Il maso è circondato da molteplici leggende su draghi e creature mitiche. Gli abitanti del maso sono da sempre chiamati i Renneri.

### Monumenti naturali

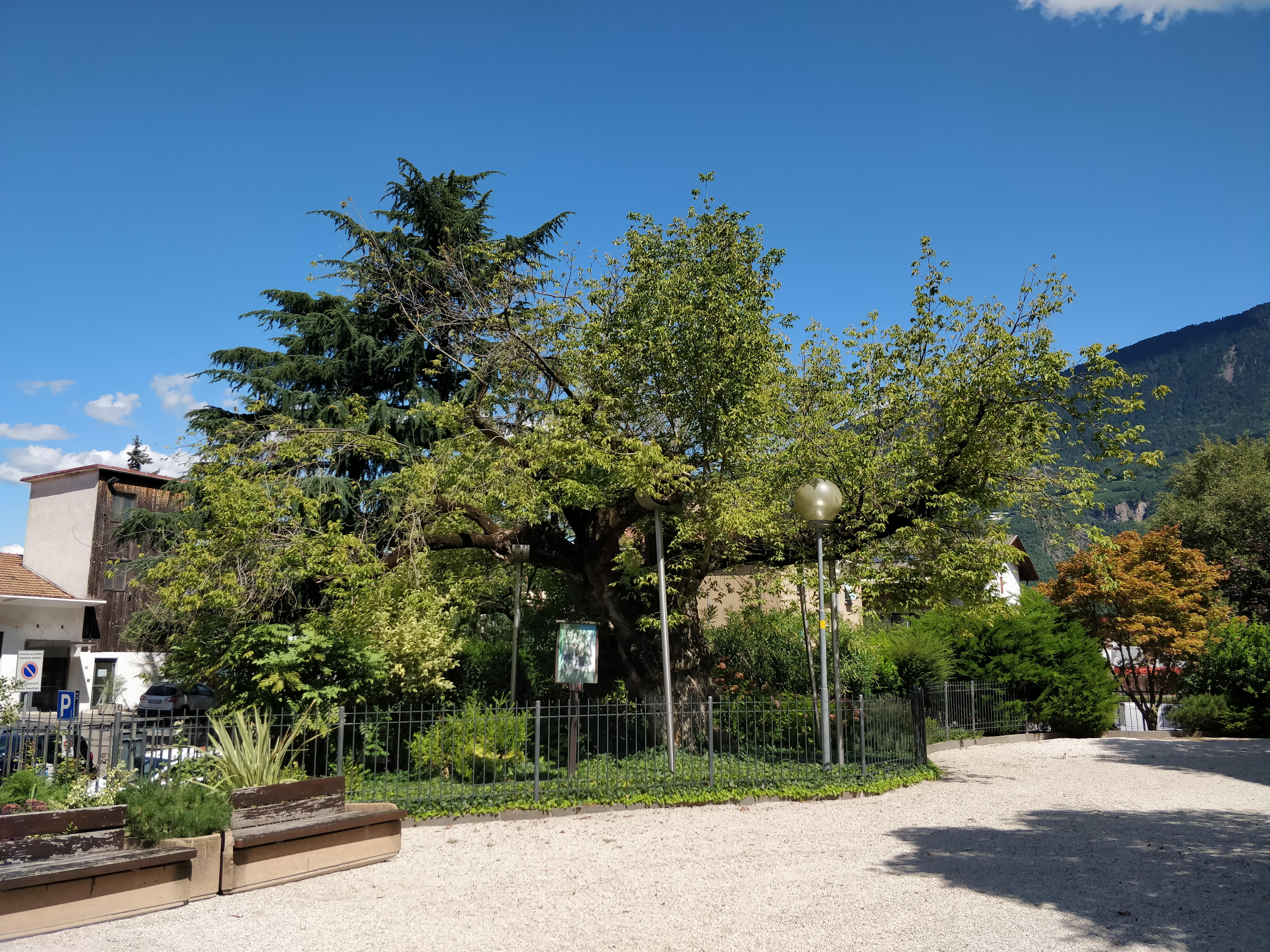
L'acero americano piantato nel 1908 di fronte alla chiesa parrocchiale e tutelato dal 2001 al 2022

Due sono i monumenti naturali tutelati a livello provinciale siti nel comune di Laives. Si tratta di un monumento botanico (tre grandi castagni a maso Tschuegg) e uno geologico (le gole della Vallarsa). Per tutti e due, la tutela risale al 2001.
Un terzo monumento, un acero americano che si trovava di fronte alla chiesa parrocchiale, era anch'esso sotto tutela provinciale dal 2001, ed era altresì stato inserito dal ministero delle politiche agricole nell'elenco degli alberi monumentali d'Italia sin dalla prima stesura nel 2017. Nel gennaio 2022, l'albero si è spezzato ed è stato successivamente abbattuto.

## Società

### Appartenenza linguistica
Il territorio di Laives, come altri comuni della Bassa Atesina, era mistilingue già prima dell'annessione al Regno d'Italia, avvenuta nel 1920.
I censimenti asburgici offrono i seguenti dati sulla ripartizione linguistica di Laives:
| Anno | Madrelingua italiana | Madrelingua tedesca |
| ---- | -------------------- | ------------------- |
| 1890 | 51,77%               | 48,23%              |
| 1900 | 35,31%               | 64,69%              |
| 1910 | 12,26%               | 87,74%              |

Gli abitanti di Laives, durante il censimento del 2024, si sono dichiarati per tre quarti di madrelingua italiana e per un quarto di madrelingua tedesca. Quasi assenti i ladini.
Gli attuali residenti nella città possono essere suddivisi, in base alla lingua e all'origine, principalmente in cinque gruppi:
- ll tradizionale gruppo linguistico tedesco;
- il tradizionale gruppo di lingua italiana, storica minoranza di lingua italiana nella Bassa Atesina;
- il gruppo linguistico tedesco immigrato negli ultimi decenni, in particolare dal resto dell'Alto Adige;
- parte del gruppo di lingua italiana immigrata negli ultimi anni, intorno a Bolzano;
- i nuovi cittadini provenienti da altre parti del mondo, in primis Albania e Marocco.

| Ripartizione linguistica | 1971   | 1981   | 1991   | 2001   | 2011   | 2024   |
| ------------------------ | ------ | ------ | ------ | ------ | ------ | ------ |
| Madrelingua italiana     | 74,42% | 68,11% | 69,34% | 70,42% | 71,50% | 74,47% |
| Madrelingua tedesca      | 25,46% | 31,59% | 30,16% | 29,07% | 27,99% | 25,16% |
| Madrelingua ladina       | 0,12%  | 0,30%  | 0,50%  | 0,51%  | 0,51%  | 0,36%  |

### Evoluzione demografica
Abitanti censiti

Al 31 dicembre 2015 il comune contava 17 700 residenti, di cui 8 779 maschi e 8 921 femmine.

### Etnie e minoranze straniere
Al 31 dicembre 2023 la popolazione straniera residente era di 1801 persone, pari all'11,67% degli abitanti.

## Cultura
All'interno della comunità svolge un ruolo molto rilevante il "Centro Don Bosco", generalmente abbreviato in CdB. L'associazione opera in diversi campi: dalla cultura al divertimento, dai giovani agli anziani. Essa si può avvalere di una struttura ampia e ben organizzata, in cui trovano spazio un centro giovani (Beehive), il Centro Anziani, la sede del gruppo scout Associazione Guide e Scouts Cattolici Italiani Laives3, numerose sale a disposizione di tutte le associazioni del comune, la biblioteca pubblica fondata da Romano Sonna con sede a Laives e due punti di prestito uno a Pineta di Laives e uno San Giacomo e un auditorium sufficientemente capiente.

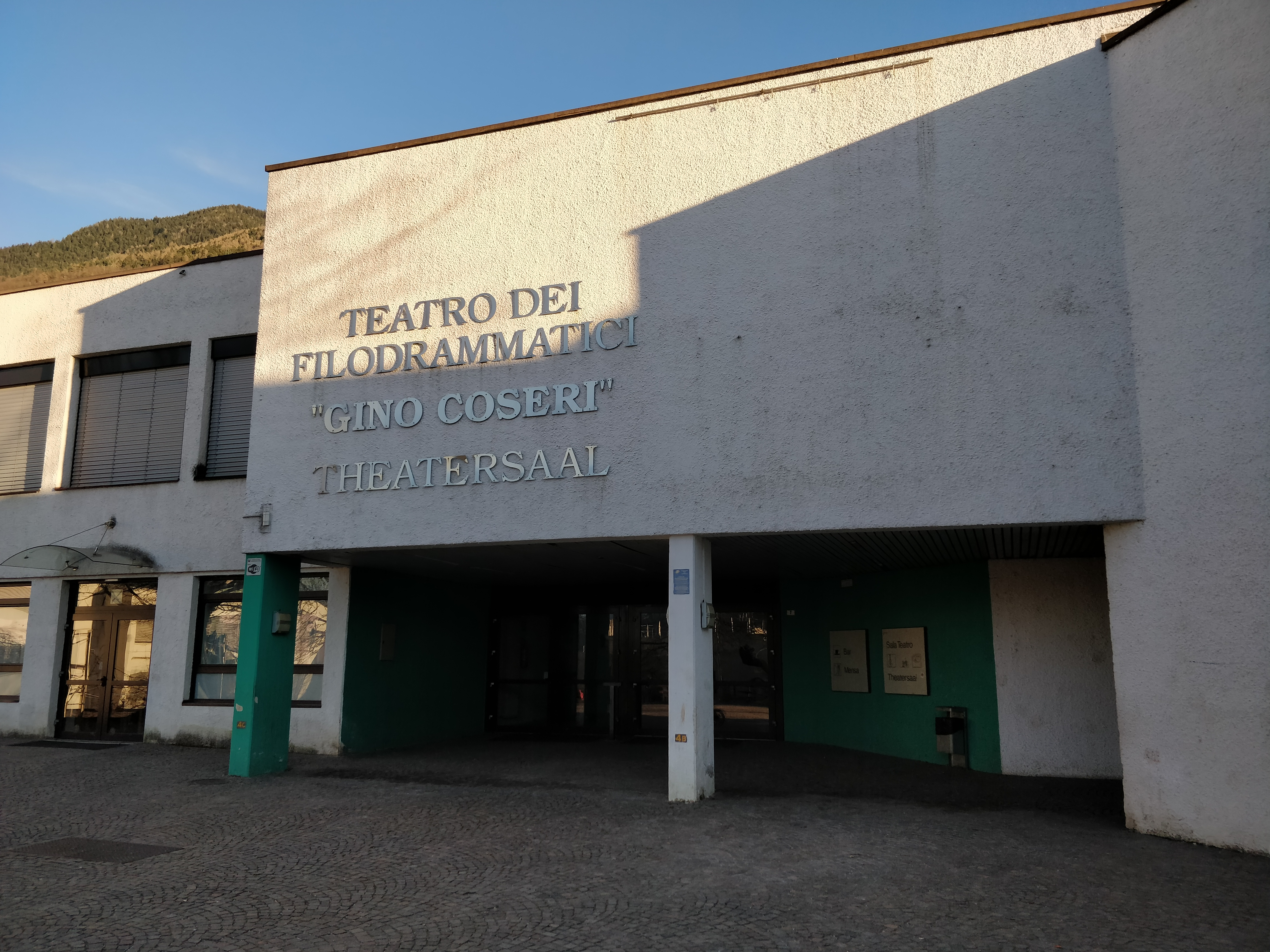
L'ingresso del Teatro dei Filodrammatici "Gino Coseri"

Il CdB venne fondato nel 1950 per opera di don Luigi Simoni, e tuttora collabora strettamente con la parrocchia del paese.

### Carnevale di Laives
Tra il capoluogo comunale e la frazione di Pineta si svolge annualmente il Carnevale di Laives, uno dei maggiori a livello regionale.

### Musei
Laives ha ospitato il Piccolo museo navale, la più grande raccolta in Europa di modelli in grande scala di navi da guerra del XX secolo tragicamente affondate. Nel 2002 il museo ha chiuso e i modelli sono stati venduti al Museo storico italiano della guerra di Rovereto.

### Teatro
La compagnia teatrale amatoriale Filodrammatica di Laives, nacque per iniziativa di don Luigi Simoni nel 1947 come filodrammatica oratoriale, per trasformarsi dapprima in compagnia teatrale dialettale maschile e infine in compagnia dialettale mista.
Quattro sono i teatri nel territorio comunale: due nel capoluogo, il Teatro dei Filodrammatici Gino Coseri e il Teatro Auditorium del Centro Don Bosco, uno nella frazione di San Giacomo, il Nuovo Teatro, e uno nella frazione di Pineta, il Teatro Delle Muse.

## Geografia antropica

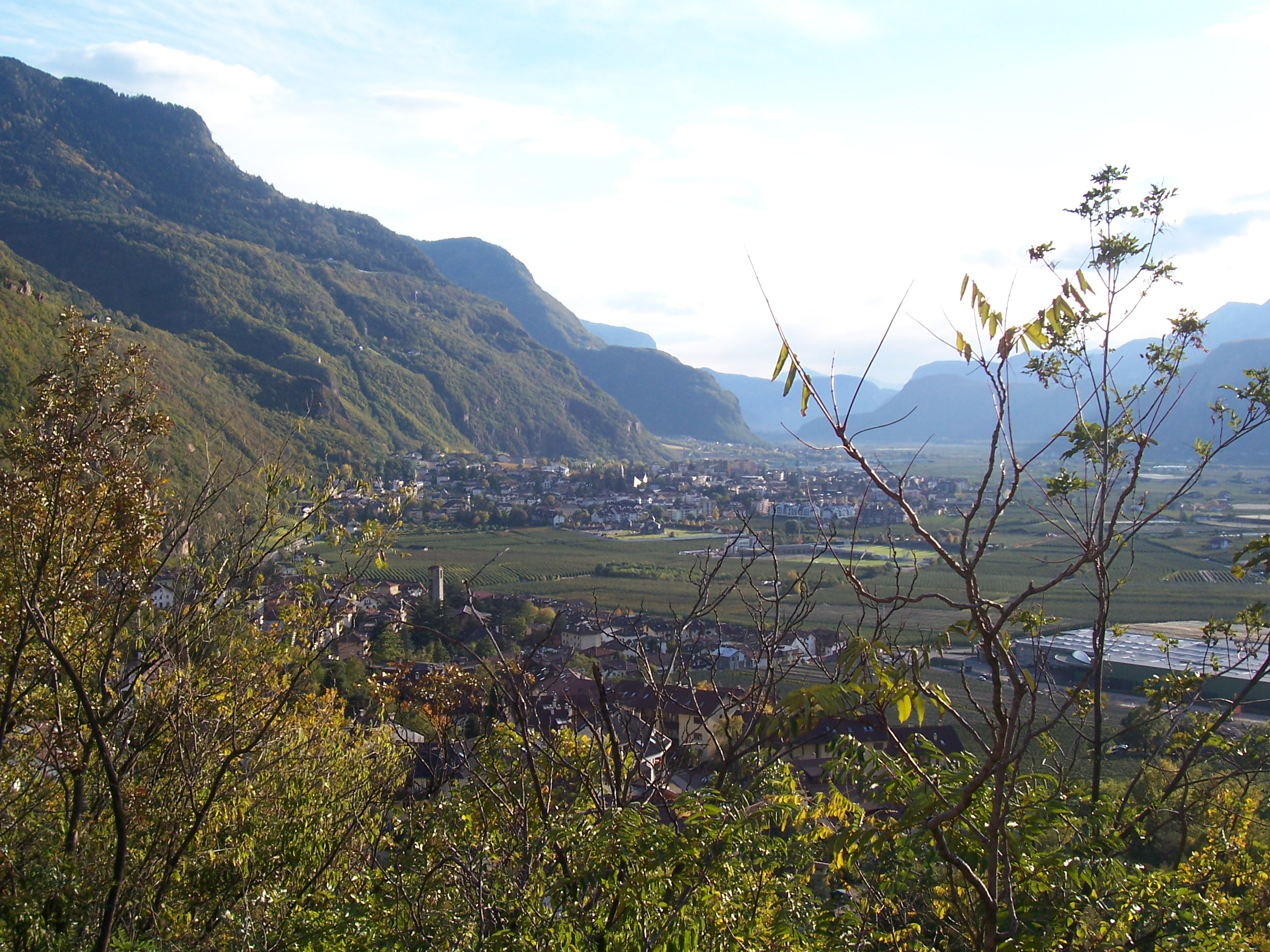
Veduta di Pineta in basso e Laives in alto

### Frazioni
Il comune di Laives comprende quattro nuclei urbani separati:
- Laives città (Stadt Leifers), 11 651 abitanti
- Pineta (Steinmannwald), 2 183 abitanti
- San Giacomo (Sankt Jakob), 3 629 abitanti
- La Costa (Seit), 92 abitanti

Degli ultimi tre, le prime due costituiscono, ai sensi dell'articolo 3 dello statuto, una frazione, mentre La Costa è una località, ma è spesso considerata una frazione anche nella documentazione comunale.

## Infrastrutture e trasporti

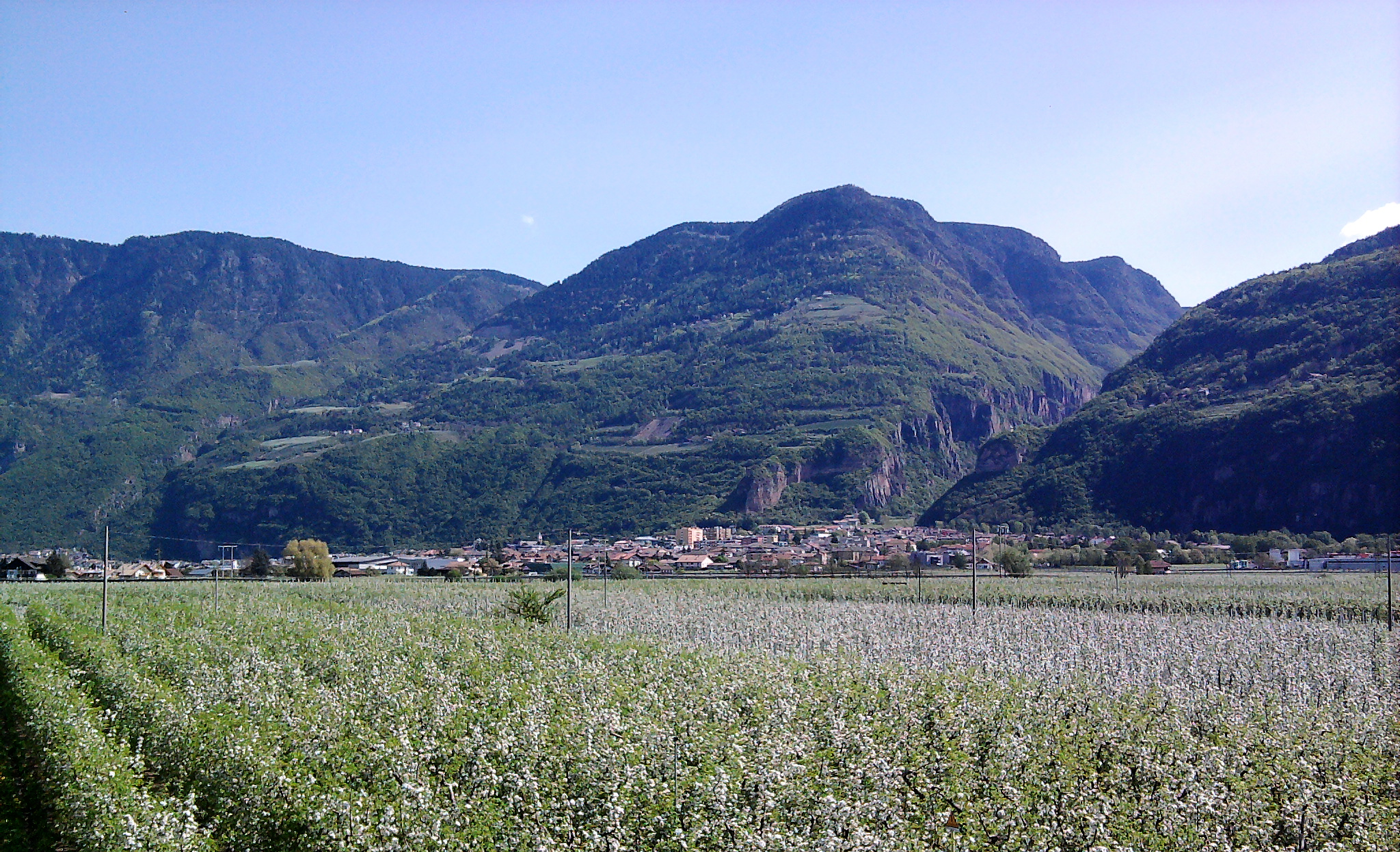
Laives e i meleti vicino ai centri abitati di Bronzolo e Vadena

Laives dispone di una piccola stazione ferroviaria, posta fuori dal centro, sulla ferrovia del Brennero. Vi fermano i treni regionali di Trenitalia per Bolzano e per Verona.
Due linee (110, 111) collegano il capoluogo comunale a Bolzano, passando per Pineta e San Giacomo; una di queste (110) prosegue per Bronzolo. Una linea interna (116) collega la stazione ferroviaria della cittadina al centro, mentre una seconda (117) collega la frazione di Pineta al capoluogo comunale, per poi proseguire per Bronzolo e Vadena. Tutte le linee sono gestite dalla SASA, società pubblica di proprietà dei comuni di Bolzano, Merano e Laives.
I collegamenti extraurbani sono offerti anche dalla SAD, che collega la città a Bolzano, Ora, Egna, Prato all'Isarco e la Val di Fiemme.

## Amministrazione
| Periodo          | Periodo          | Primo cittadino    | Partito                                    | Carica           | Note |
| ---------------- | ---------------- | ------------------ | ------------------------------------------ | ---------------- | --- |
| 1952             | 1956             | Alfred Gerber      | Dorfliste                                  | Sindaco          | [ 37 ] |
| 1956             | 1960             | Ennio Janeselli    | DC                                         | Sindaco          | [ 37 ] |
| 1960             | 1964             | Eduard Weis        | SVP                                        | Sindaco          | [ 37 ] |
| 1964             | 1969             | Armando Polonioli  | DC                                         | Sindaco          | [ 37 ] |
| 1969             | 1975             | Orlando Pristerà   | DC                                         | Sindaco          | [ 37 ] |
| 1975             | 1981             | Carlo Gioia        | DC                                         | Sindaco          | [ 37 ] |
| 1981             | 14 gennaio 1993  | Ruggero Galler     | PSI                                        | Sindaco          | Dimissionario in anticipo sul termine del suo terzo mandato.                                                                                 |
| 20 gennaio 1993  | 5 ottobre 1998   | Claudio Pasetto    | DC (1993-1995) centro-sinistra (1995-1998) | Sindaco          | Primo sindaco eletto direttamente. Decaduto prima del termine del suo secondo mandato a seguito di sfiducia da parte del consiglio comunale. |
| ottobre 1998     | 17 maggio 1999   |                    |                                            | Comm. pref.      | |
| 17 maggio 1999   | 31 maggio 2005   | Ruggero Galler     | centro-sinistra                            | Sindaco          | [ 39 ] |
| 31 maggio 2005   | 1º giugno 2010   | Giovanni Polonioli | centro-sinistra                            | Sindaco          | [ 40 ] |
| 1º giugno 2010   | 25 maggio 2015   | Liliana Di Fede    | centro-sinistra + SVP                      | Sindaco          | [ 41 ] |
| 25 maggio 2015   | 30 novembre 2023 | Christian Bianchi  | centro-destra                              | Sindaco          | Dimissionario in anticipo sul termine del suo secondo mandato a seguito di elezione in consiglio provinciale.                                |
| 30 novembre 2023 | 11 giugno 2024   | Giovanni Seppi     | SVP                                        | Vicesindaco f.f. | Reggente fino ad elezioni anticipate. |
| 11 giugno 2024   |                  | Giovanni Seppi     | SVP                                        | Sindaco          | |

Per tutta la durata della Prima Repubblica Laives è stata governata da giunte centriste nelle quali i partiti italiani si coalizzavano con la SVP. Col venir meno del vecchio sistema partitico, è subentrato il centro-sinistra autonomista, sempre con l'appoggio della SVP, fino al 2015, anno di elezione dell'esponente di centro-destra Christian Bianchi, che progressivamente riesce ad ampliare la propria coalizione includendovi anche il Movimento 5 Stelle, che non lo ha appoggiato però alle elezioni 2020, dalle quali è comunque risultato eletto al primo turno.
Nel 2024 è stato eletto per la seconda volta dal dopoguerra un sindaco della SVP, Giovanni Seppi. Per poter formare la giunta, ha sostanzialmente riproposto la coalizione col centro-destra dei precedenti 9 anni, con l'unica sostanziale differenza di aver escluso dalla maggioranza la lista civica del sindaco uscente Bianchi.